# ألكسندر غاردن
ألكسندر غاردن (1730-1791) (بالإنجليزية: Alexander Garden)‏ هو عالم نبات إسكوتلندي.